# Baldo degli Ubaldi
Ubaldo degli Ubaldi, detto Baldo (in latino Baldus de Ubaldis), anche soprannominato Baldo da Perugia (Perugia, 2 ottobre 1327 – Pavia, 28 aprile 1400), è stato un giurista italiano, allievo di Bartolo da Sassoferrato e professore di diritto presso le università di Bologna, Perugia, Pisa, Firenze, Padova e Pavia.

## Biografia

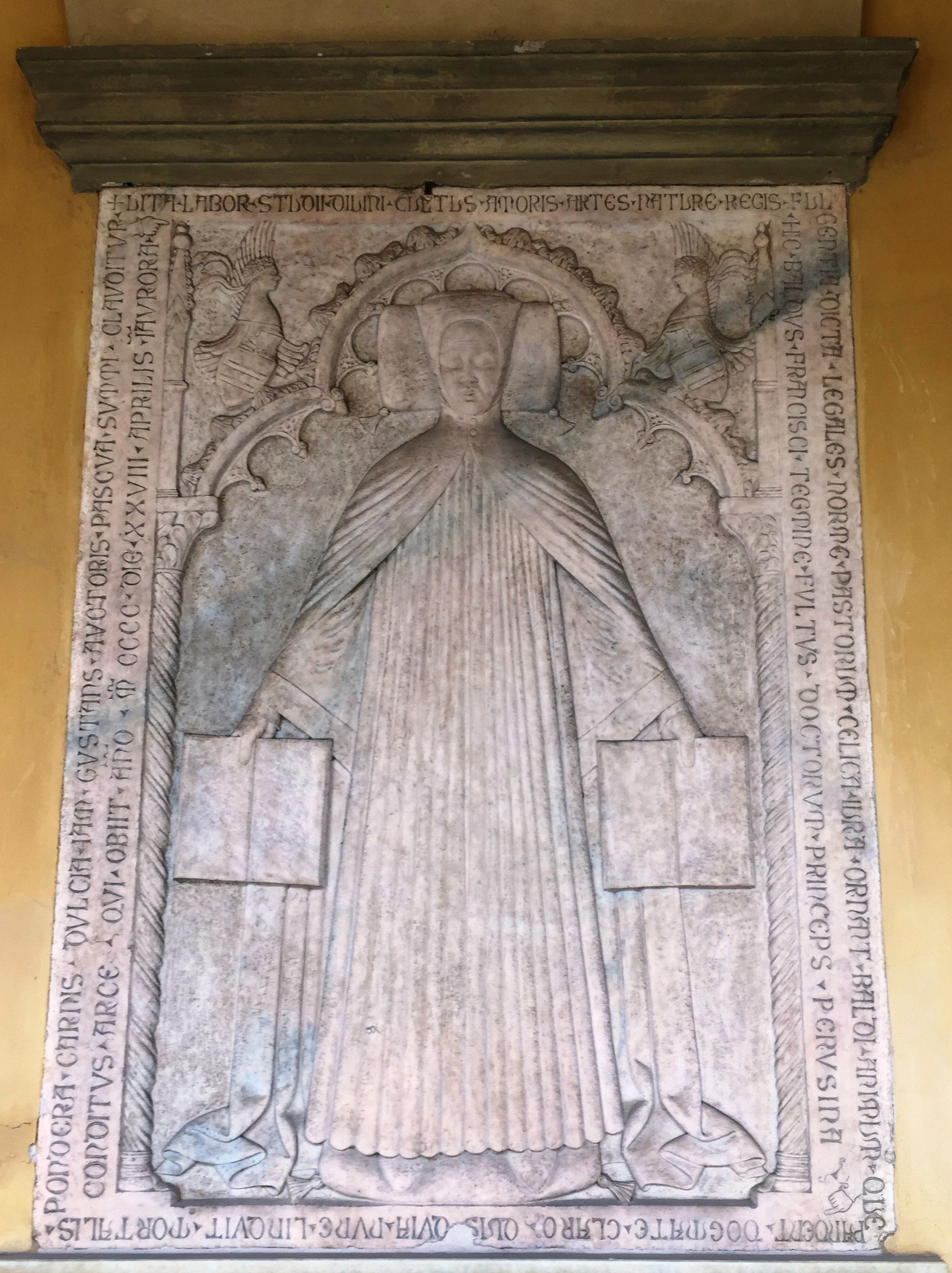
Lastra tombale di Baldo degli Ubaldi (prima metà del XV sec.), Pavia, Università

Figlio del medico Francesco e di Monalduccia Angeli, diede inizio alla tradizione di giuristi della famiglia degli Ubaldi (poi noti come Baldeschi) assieme ai fratelli Pietro e Angelo degli Ubaldi. Baldo studiò a Perugia fino al 1346-1347 e, probabilmente, diritto canonico a Siena. Fu discepolo e continuatore di Bartolo da Sassoferrato ed ebbe tra i suoi maestri anche il canonista senese Federico Petrucci. Nel 1359 diventò frate minore.
Insegnò entrambi i diritti in varie università. Fu maestro a Perugia di Paolo di Castro e del cardinale Francesco Zabarella, e poi di Pierre Roger de Beaufort, che nel 1370 venne eletto papa col nome di Gregorio XI.
Fu docente all'Università di Padova dal 1376 al 1379.
Dopo lo Scisma d'Occidente (1378), papa Urbano VI lo volle presso di sé come consigliere giuridico perché lo sostenesse contro l'antipapa Clemente VII.
Fu autore di numerosi Commentari alle diverse parti del Corpus Iuris Civilis di Giustiniano, ai primi tre libri delle Decretales e ai Libri feudorum. Nel diritto pubblico, seguì la via tracciata da Bartolo ed estese il principio rex in regno suo est imperator ai comuni, riguardo ai quali sostenne anche che essi, pur essendo soggetti all'autorità imperiale, avevano il diritto di eleggersi liberamente i governanti, bastando a ciò il tacito consenso dell'imperatore (teoria poi ripresa e sviluppata da Coluccio Salutati).
Tra le sue opere principali si ricordano i trattati de syndicatu officialium, de duobus fratribus, de significatione verborum, de pace Constantiae, de feudis e la Summula respiciens facta mercatorum, contenente una serie di osservazioni e princìpi (Consilia), da lui formulati quando era consultore dell'arte della mercanzia di Perugia, che hanno gettato le basi per la formazione del diritto commerciale. A Baldo si deve inoltre il primo studio sulla cambiale. 
Nell'ultima parte della sua vita si dedicò soprattutto al diritto canonico.
Baldo morì nel 1400 a Pavia, dove era stato chiamato dieci anni prima a insegnare, e fu sepolto nella chiesa di San Francesco; ma, nel 1787, la sua grande lastra tombale in marmo di Candoglia fu posizionata nel cortile dei Giuristi dell'Università.

## Opere
- De syndicatu officialium
- De duobus fratribus
- De significatione verborum
- De pace Constantiae
- De feudis

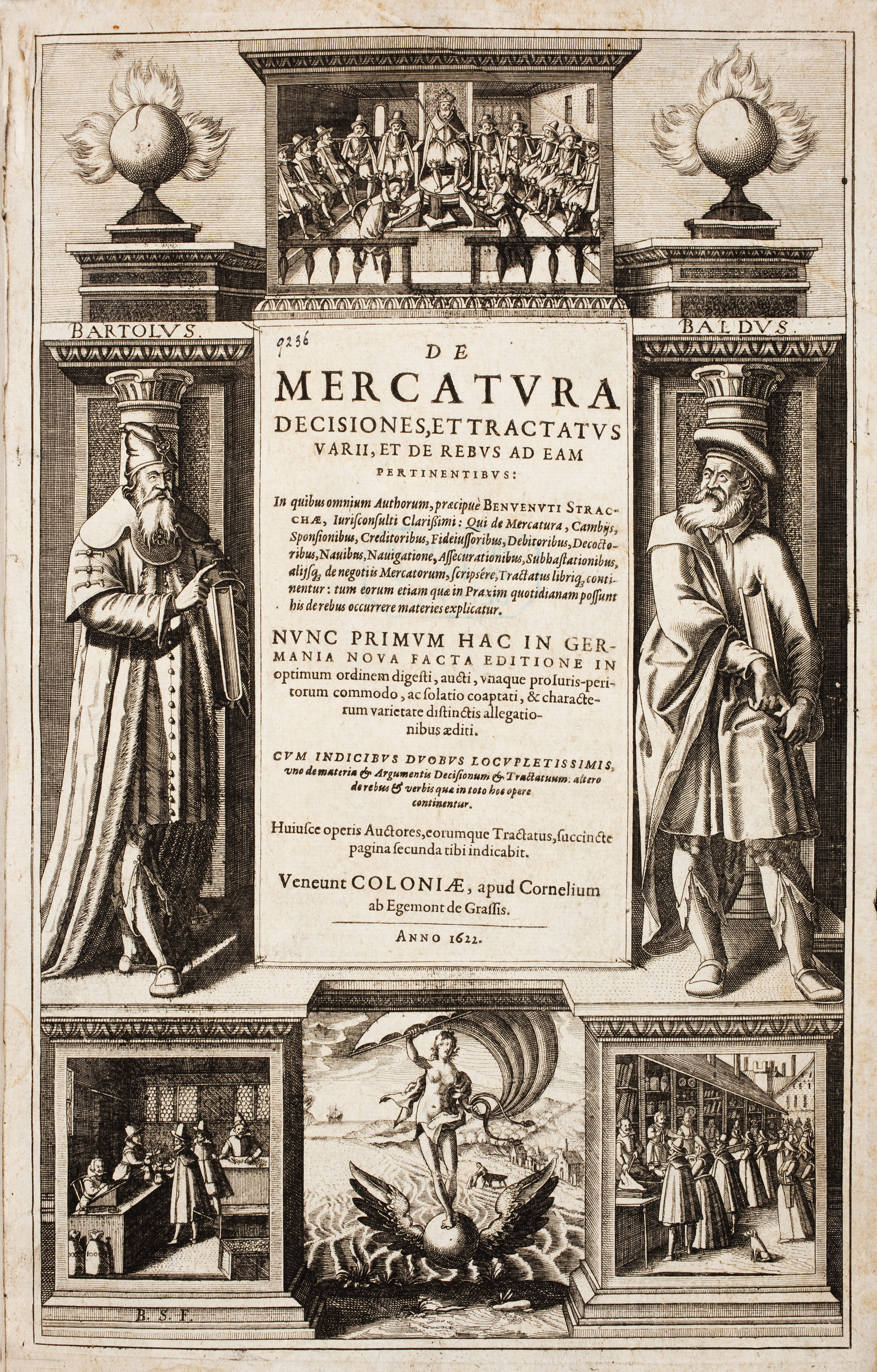
Baldus de Ubaldis a destra sullo frontispizio del De mercatura decisiones di Benvenuto Stracca, 1671

- Summula respiciens facta mercatorum.

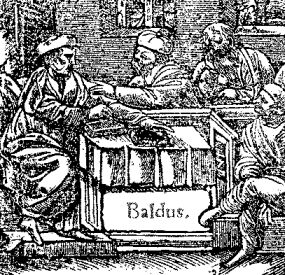
Commentaria in digestum vetus, 1549.
- Consiliorum sive responsorum, 1575.
(LA) In usus feudorum commentaria, 1580.
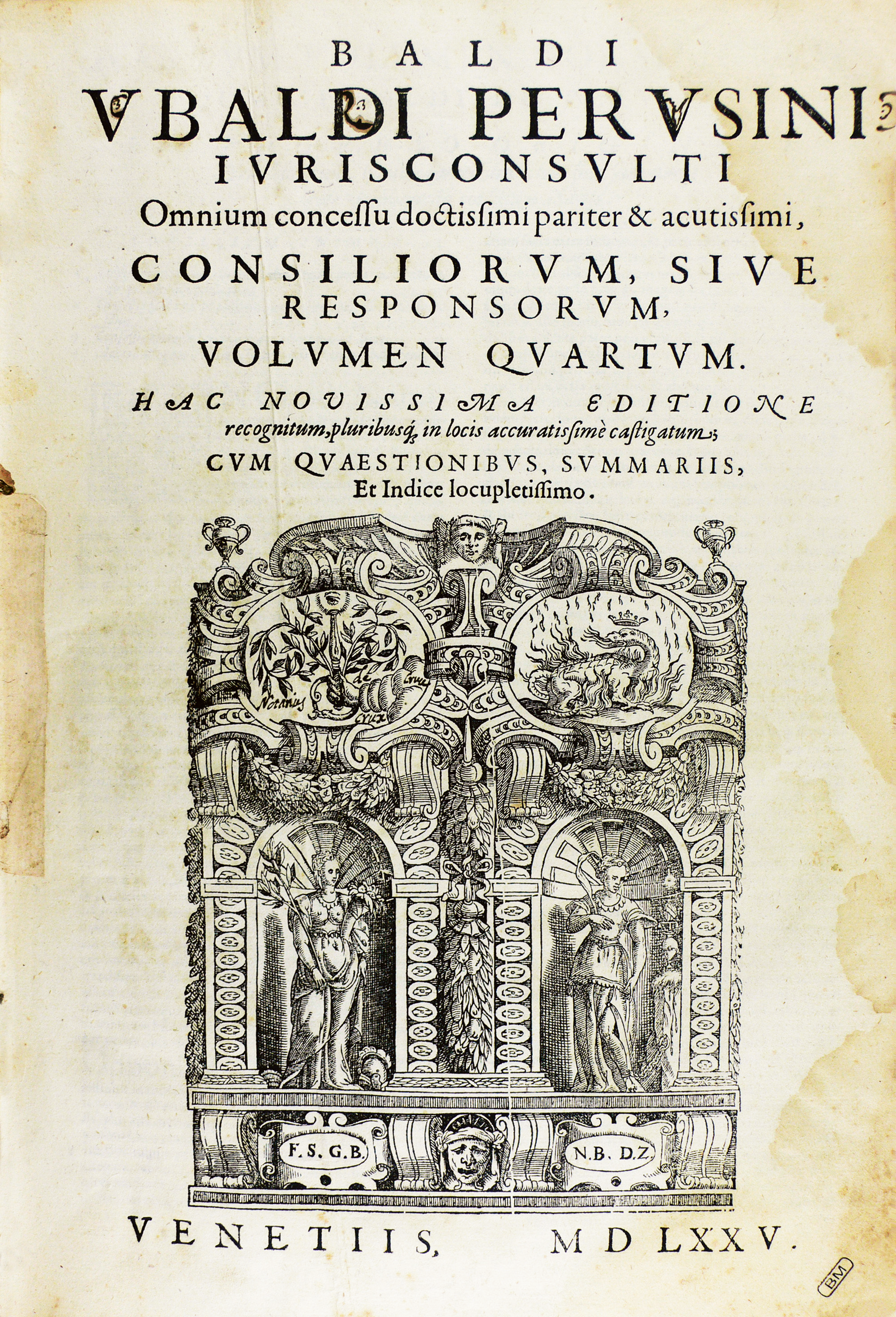
Consiliorum, siue responsorum, 1575 (Fondazione Mansutti, Milano)

- Commentaria in digestum vetus, 1549.
- In usus feudorum commentaria, 1580
- Consiliorum, siue responsorum, 1575 (Fondazione Mansutti, Milano)

### Manoscritti

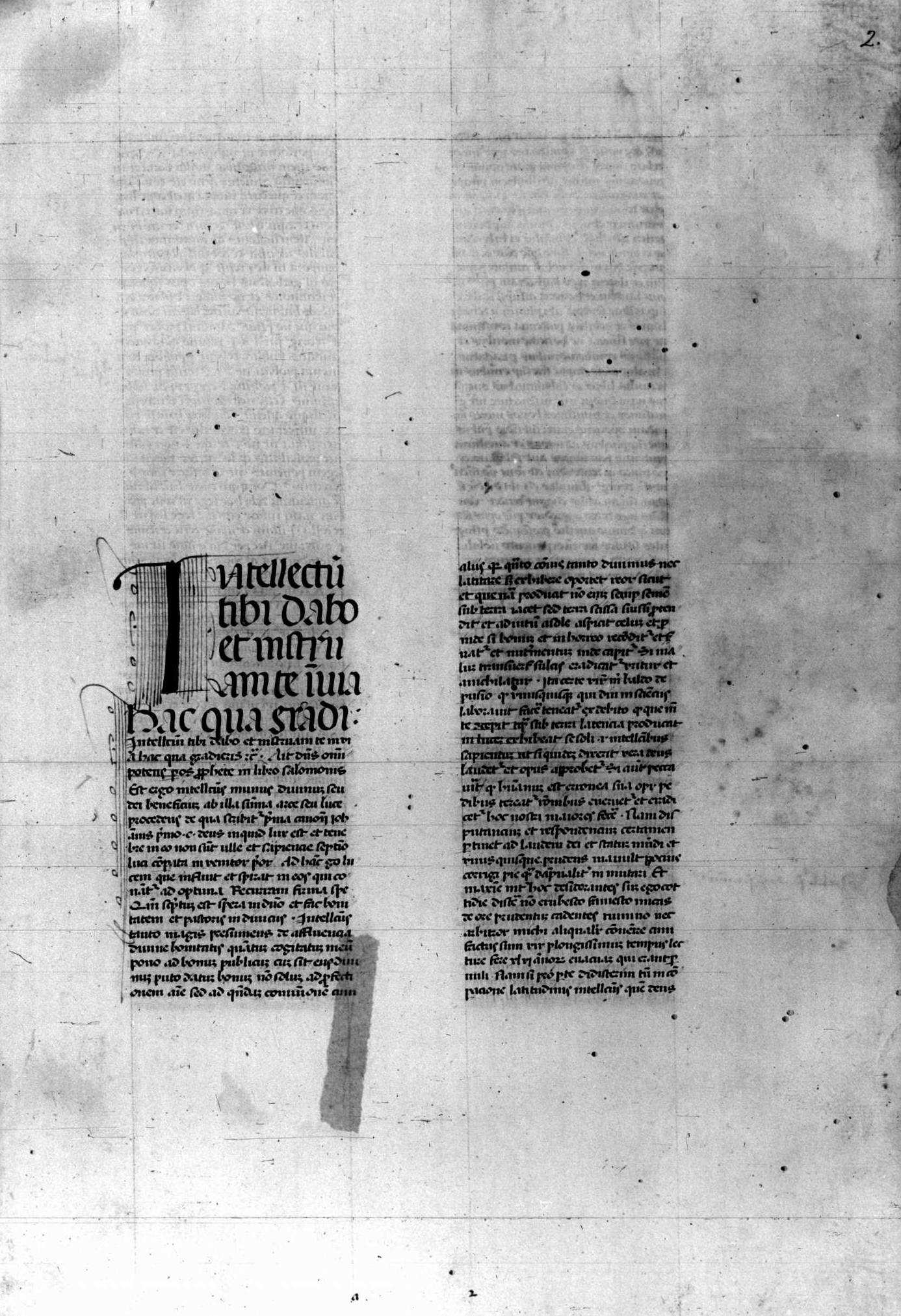
Lectura feudorum, manoscritto, XV secolo. Leiden, Universiteitsbibliotheek, Collectie Willem Matthias D'Ablaing, ABL 7.

- Disputatio, 1396, Paris, Bibliothèque Nationale de France, Fonds latin, Lat. 3184,  ff. 79-84.
- Consilia, XIV secolo, Città del Vaticano, Biblioteca Apostolica Vaticana, Fondo Barberiniano latino, Barb. lat. 1399,  ff. 14r-152r.
  -  Consilia, XIV-XV secolo, Città del Vaticano, Biblioteca Apostolica Vaticana, Fondo Barberiniano latino, Barb. lat. 1402.
  -  Consilia, XIV-XV secolo, Città del Vaticano, Biblioteca Apostolica Vaticana, Fondo Barberiniano latino, Barb. lat. 1409.
  -  Consilia, XV secolo, Città del Vaticano, Biblioteca Apostolica Vaticana, Fondo Barberiniano latino, Barb. lat. 1400.
- Lectura feudorum, XIV secolo, Paris, Bibliothèque Nationale de France, Fonds latin, Lat. 11727.
  -  Lectura feudorum, XV secolo, Bruxelles, Bibliothèque Royale de Belgique, Fonds général, MS 11557.
  -  Lectura feudorum, XV secolo, Leiden, Universiteitsbibliotheek, Collectie Willem Matthias D'Ablaing, ABL 7,  ff. 2r-131r.
  -  Lectura feudorum, XV secolo, La Seu D'Urgell, Biblioteca Capitular d'Urgell, Manuscritos, MS 2116 (antea 45),  ff. 1-123v.
  -  Lectura feudorum, XV secolo, Torino, Biblioteca Nazionale Universitaria, Fondo manoscritti, ms. E.II.2 (antea h.V.12),  ff. 1-127.
  -  Lectura feudorum, XV secolo, Bruxelles, Bibliothèque Royale de Belgique, Fonds général, MS 11577,  ff. 1r-121v.
  -  Lectura feudorum, XV secolo, Bruxelles, Bibliothèque Royale de Belgique, Fonds général, MS 11561-11562,  ff. 1-162.
  -  Lectura feudorum, XV secolo, Città del Vaticano, Biblioteca Apostolica Vaticana, Fondo Ottoboniano latino, Ottob. lat. 2085.
  -  Lectura feudorum, XV secolo, Paris, Bibliothèque Nationale de France, Nouvelles acquisitions latines, Nouv. Acq. Lat. 1157,  ff. 1-148.
  -  Lectura feudorum, XV secolo, Oxford, Bodleian Library, Additional MS, Add MS D.10,  ff. 1-135v.
  -  Lectura feudorum, XV secolo, Barcelona, Archivo General de la Corona de Aragón, Manuscritos. Códices de Santa María de Ripoll, Ripoll 35.
  -  Lectura feudorum, Pavia 1393, XV secolo, Madrid, Biblioteca Nacional de España, Manuscritos, MS 2263 (antea X. 16),  ff. 1r-128.
  -  Lectura feudorum cum additiones, XV secolo, Lucca, Biblioteca Capitolare Feliniana, Fondo manoscritti, ms. 346.
- Lectura Institutionum, Inst. 4, XIV secolo, Uppsala, Universitetsbiblioteket Uppsala, Handskrifter, C. 532,  ff. 1r-222v.
- Lectura Trium librorum, XV secolo, Colmar, Bibliothèque municipale, Fonds manuscrits, 513 (antea 607).
- Repetitio ad D. 12.2.2 vel C. 2.58.2, XV secolo, Madrid, Biblioteca Nacional de España, Manuscritos, MS 2263 (antea X. 16),  ff. 141r-161vb.
- Commentarius de Pacem Constantiae, XIV secolo, Paris, Bibliothèque Nationale de France, Fonds latin, Lat. 11727.
  -  Commentarius de Pace Constantiae, XV secolo, Leiden, Universiteitsbibliotheek, Collectie Willem Matthias D'Ablaing, ABL 7,  ff. 131r-142v.
  -  Commentarius de Pace Constantiae, XV secolo, Città del Vaticano, Biblioteca Apostolica Vaticana, Fondo Vaticano latino, Vat. lat. 2295,  f. 129.
  -  Commentarius de Pace Constantiae, XV secolo, Oxford, All Souls College. The Codrington Library, Manuscript collection, MS 61.
  -  Commentarius de Pacem Constantiae, XV secolo, Madrid, Biblioteca Nacional de España, Manuscritos, MS 2263 (antea X. 16),  ff. 129r-140r.
  -  Commentarius de Pacem Constantiae, XV secolo, Torino, Biblioteca Nazionale Universitaria, Fondo manoscritti, ms. E.II.2 (antea h.V.12),  ff. 128-138.
  -  Commentarius ad Pacem Constantiae, XV secolo, La Seu D'Urgell, Biblioteca Capitular d'Urgell, Manuscritos, MS 2116 (antea 45),  ff. 131 ss..
  -  Commentarius de Pacem Constantiae, XV secolo, Paris, Bibliothèque Nationale de France, Nouvelles acquisitions latines, Nouv. Acq. Lat. 1157,  ff. 148-163.
- Commentarius in III Decretalium, XV secolo, Pistoia, Biblioteca dell'Archivio Capitolare, Fondo manoscritti, C. 186.